# Joe le taxi
"Joe le taxi" (em português: Joe o taxista) é uma canção da cantora francesa Vanessa Paradis,  de 1987, escrita por Étienne Roda-Gil e composta por Franck Langolff. Ela foi incluída no álbum de estreia de Vanessa, M & J, em 1988.
A canção, que fala de um taxista que passeia pelas ruas de Paris, alcançou um sucesso estrondoso na França (onde ficou no topo das paradas por 11 semanas) e no resto do mundo, o que é incomum para uma canção em francês. Na França, "Joe le taxi" é o 84º single com as melhores vendas de todos os tempos.
No Brasil, a canção alcançou grande sucesso na voz de  Angélica com uma versão em português, "Vou de Táxi". Apesar disso, esta versão esteve presente na coletânea da Somlivre, "Hitmakers" lançada no final de 1988.
São estimadas, ao todo, a venda de 3 000 000 unidades.

## História
A letra da canção foi inspirada por Maria José Leão dos Santos, mais conhecida por Joe, uma taxista portuguesa que trabalhava em Paris, e cuja história foi adaptada por Roda-Gil.

### O sucesso na França
"Joe le taxi" foi o primeiro sucesso de Vanessa Paradis, que tinha apenas 14 anos quando o single foi lançado no dia 27 de abril de 1987. Só foram precisos 3 meses para que ele chegasse ao 1º lugar de melhores vendas na França, permanecendo no topo por 11 semanas.
Durante esse período, a canção tocava 450 vezes por semana em todas as rádios francesas e 30.000 unidades eram compradas diariamente. Vanessa fez mais de 30 aparições televisivas (Sacrée Soirée, Champs-Élysées, La nouvelle affiche, etc.) e apareceu constantemente em capas de revistas (Paris Match, Télé 7 Jours, OK ! magazine, etc.).
Esse sucesso transformou a jovem cantora em um fenômeno em seu país, onde a superexposição veio acompanhada de uma enorme corrente de ódio e humilhação, que a fez se tornar a ovelha negra da música e das celebridades. Em janeiro de 1988, no Midem, ela é vaiada por todo o público durante sua apresentação. Pouco a pouco, Vanessa entrou em uma depressão que lhe faz querer largar tudo, mas ela resolveu continuar na profissão após o sucesso mundial de "Joe le taxi".

### O sucesso internacional
Depois de ser lançado na França, o single é lançado em junho de 1987 na Bélgica, Suíça e em Israel, onde alcança o 1º lugar nas vendas. Em setembro, ele sai na Alemanha e na Holanda e em novembro, na Suécia, Dinamarca e Noruega. Ele consegue alcançar o Top 10 de vendas na maior parte desses países. O single consegue até mesmo alcançar o topo da parada musical Eurochart, que totaliza as melhores vendas europeias, o que é raro para uma canção em francês. Em dezembro, ele é lançado no Canadá, onde ele permanece em 1º lugar por 8 semanas.
Todo esse sucesso começa a intrigar um país pouco inclinado às produções em língua francesa: a Inglaterra. Lá, single é lançado no dia 25 de janeiro de 1988 e se torna a primeira canção em francês a atingir o Top 3 de vendas após "Je t'aime… moi non plus" de Serge Gainsbourg e Jane Birkin em 1969. Vanessa participa até mesmo duas vezes do famoso programa musical britânico, Top of the Pops.
Um ano após seu lançamento na França, "Joe le taxi" é lançado na América do Sul, na Itália, Espanha, Portugal, Austrália e no Japão. Para facilitar o acesso a algumas rádios locais, uma versão em espanhol é gravada: "Joe el taxi". Mais uma vez, a canção alcança o Top 10 na maior parte desses países.
A história de "Joe le taxi" no exterior acaba com seu lançamento nos Estados Unidos em março de 1989, dois anos após o lançamento na França. As filmagens do filme Boda Branca acabam impedindo Vanessa de fazer a divulgação da canção, que acaba por fracassar em solo americano.

## O videoclipe
O videoclipe de "Joe le taxi" foi gravado no primeiro semestre de 1987 por Jean-Sébastien Deligny, que mais tarde, virou o diretor habitual do grupo de rock Placebo.
O videoclipe existe apenas para a versão original em francês da canção e ele foi usado para promover o clipe no mundo inteiro. No vídeo, Vanessa aparece usando um moletom e calças jeans dançando perto de um táxi amarelo enquanto duas sombras de homens tocam saxofone.
A versão ao vivo de 2008 teve também um videoclipe extraído do DVD de Divinidylle Tour, dirigido por Didier e Thierry Poiraud.

## O lado B: Varvara Pavlovna
O lado B de "Joe le taxi" é a canção "Varvara Pavlovna", escrita por Bertrand Chatenet e composta por Franck Langolff.
A canção só foi incluída em CD em 2007 no álbum Divinidylle Tour em versão ao vivo. A versão de estúdio só aparece em 2009, na coletânea Best of.
Vanessa nunca a cantou na televisão.

## Versões
"Joe le taxi" foi disponibilizado em versão single e em versão longa. A versão em espanhol, "Joe el taxi", só existe em versão single.
Vanessa incluiu a canção em todas as suas 4 turnês: a Natural High Tour de 1993, a Bliss Tour de 2001, a Divinidylle Tour de 2007/2008 e a Concert Acoustique Tour de 2010/2011.
A versão ao vivo do CD Divinidylle Tour foi lançada em 2008 como single para promover o álbum.

## Covers
Vários artistas fizeram covers da canção pelo mundo, entre eles:
- Angélica Vale em 1988 (México - versão espanhola "Voy en taxi")
- Angélica em 1988 (Brasil - versão em português "Vou de Táxi")
- Hanja Krenz em 1990 (Alemanha - versão em alemão "Allo Taxi")
- Barbara em 1995 (Itália - versão pop)
- Sherlene Boodram em 1996 (França - versão reggae)
- Hanayo em 2000 (França - versão dance)
- Auria Pozzi em 2002 (França - versão dance)
- Stereo Total em 2001 (França - versão rock)
- So calypso em 2005 (Antilhas - versão reggae)
- The Lost Fingers em 2009 (França - versão rock)
- Immi em 2009 (Japão - versão electro)
- Ximbica em 2009 (Brasil - versão em português "Vou de Táchi")

## Na televisão
A 1º vez que Vanessa cantou "Joe le taxi" na televisão foi no dia 3 de junho de 1987 no programa La nouvelle affiche. A transmissão permitia o público eleger sua canção preferida. Vanessa ganhou e voltou para a cantar uma segunda vez no dia 1º de julho.
Aparições em destaque:
No dia 15 de julho, Vanessa fez sua 1º entrevista no programa Top 50. No dia 13 de agosto, ela foi entrevistada no Journal de 13h. No dia 20 de agosto, ela apareceu no canal TF1.
O 1º programa importante onde Vanessa cantou "Joe le taxi" quando a música atingiu o 1° lugar do Top 50, é Sacrée Soirée no dia 2 de setembro.
Em outubro e novembro, Vanessa Paradis fez a divulgação na Europa, aparecendo nas televisões alemãs, holandesas, suecas e norueguesas. Ela apareceu  nas televisões inglesas em fevereiro de 1988 e nas italianas e espanholas em julho do mesmo ano.

## Desempenho nas Paradas Musicais e Vendas
| Parada Musical (1987)            | Melhor posição |
| -------------------------------- | -------------- |
| Belgian Singles Chart (Wallonia) | 1              |
| Dutch Top 40                     | 23             |
| French SNEP Singles Chart        | 1              |
| German Singles Chart             | 8              |
| Norwegian Singles Chart          | 5              |
| Chart (1988)                     | Melhor posição |
| Eurochart Hot 100                | 11             |
| Irish Singles Chart              | 2              |
| Swedish Singles Chart            | 7              |
| UK Singles Chart                 | 3              |

| Órgão Certificador | Certificações | Data | Vendas certificadas | Vendas físicas |
| ------------------ | ------------- | ---- | ------------------- | -------------- |
| SNEP               | Platina       | 1987 | 1,000,000           | 1,025,000      |